# Jeffrey Bule
Jeffrey Bule (15 de noviembre de 1991) es un futbolista salomonense que juega como defensor en el Solomon Warriors FC.

## Carrera
Debutó en 2008 en el Koloale FC. Pasó en 2012 al Solomon Warriors FC.

### Clubes
| Club             | País          | Año               |
| ---------------- | ------------- | ----------------- |
| Koloale FC       | Islas Salomón | 2008 - 2012       |
| Solomon Warriors | Islas Salomón | 2012 - actualidad |

### Selección nacional
Disputó 4 partidos representando a las Islas Salomón. Fue convocado para la Copa de las Naciones de la OFC 2012.